# Furcifer rhinoceratus
Espèce
Synonymes
- Chamaeleon rhinoceratus Gray, 1845
- Chamaeleon voeltzkowi Boettger, 1893
- Chamaeleon monoceras Boettger, 1913

Statut de conservation UICN

 VU B1ab(iii) : Vulnérable
Statut CITES
Furcifer rhinoceratus est une espèce de sauriens de la famille des Chamaeleonidae.

## Répartition
Cette espèce est endémique du Nord-Ouest de Madagascar.

## Publication originale
- Gray, 1845 : Catalogue of the specimens of lizards in the collection of the British Museum, p. 1-289 (texte intégral).